# Uztaro
Uztaro: Revista de Humanidades y Ciencias Sociales (en euskera: Uztaro. Giza eta gizarte-zientzien aldizkaria) es una publicación académica fundada en 1990 editada por la Universidad Vasca de Verano que tiene por objeto la difusión de la investigación y el debate en el ámbito de las ciencias sociales y humanas y se edita en euskera.
La revista está indexada en diferentes bases de datos como Latindex, Dialnet, ERIHPlus y en el Directory of Open Access Journals (DOAJ).

## La revista
La revista académica Uztaro: Revista de Humanidades y Ciencias Sociales fue creada con ese nombre en 1990 por la Universidad Vasca de Verano, cuyo primero director de la revista fue el sociólogo y escritor vasco Jokin Apalategi.
La revista tomó como referencia la publicación L'Année Sociologique impulsada por el sociólogo francés Émile Durkheim a principios del siglo XX y nació en el ámbito de la sociología y también otros que pudieran tener relación con esta. Sin embargo cinco años después de su creación, en 1995, la revista modificó su normativa interna para abrirse a otros campos de las ciencias sociales y humanas: psicología, filosofía, ciencias jurídicas, historia... Desde 1996 además pasó de ser una revista de publicación cuatrimestral con tres números al año a ser una revista de publicación trimestral con cuatro números al año.
En 2011 la revista entró en Latindex, aparte de estar también en otras bases como Dialnet o ERIHPlus, y en el Directory of Open Access Journals (DOAJ), la lista de revistas de acceso libre, científicas y académicas, que cumplen con estándares de alta calidad como la revisión por pares y el control de calidad editorial y también en la Matriz de Información para el Análisis de Revistas científicas (MIAR) de la UB.
En 1995 el profesor universitario de filología clásica de la Universidad del País Vasco y académico de la Real Academia de la Lengua Vasca Gidor Bilbao entró a formar parte del consejo de redacción de la revista y en 2017 se convirtió en director de Uztaro, sucediendo a Jokin Apalategi.